# South Hutchinson
South Hutchinson är en ort i Reno County i Kansas. Vid 2020 års folkräkning hade South Hutchinson 2 521 invånare.